# Албер
Албер (фр. Albère) насеље је и општина у јужној Француској у региону Лангдок-Русијон, у департману Источни Пиринеји која припада префектури Сере.
По подацима из 2011. године у општини је живело 83 становника, а густина насељености је износила 4,85 становника/km². Општина се простире на површини од 17,10 km². Налази се на средњој надморској висини од 532 метара (максималној 1.116 m, а минималној 266 m).

## Демографија
| 1962. | 1968. | 1975. | 1982. | 1990. | 1999. | 2011. |
| ----- | ----- | ----- | ----- | ----- | ----- | ----- |
| 60    | 61    | 62    | 50    | 54    | 69    | 83    |

График промене броја становника у току последњих година